# Койвисто, Миика
Миика Койвисто (фин. Miika Koivisto; 20 июля 1990, Вааса,Остроботния,Финляндия) — финский хоккеист, защитник. Игрок сборной Финляндии по хоккею с шайбой, серебряный призёр чемпионата мира 2021 года. Чемпион мира 2019 года.

## Биография
Родился 20 июля 1990 года в Финляндии, в городе Вааса. Начал заниматься хоккеем в 5 лет. Воспитанник местной школы хоккея ("Ваасан Спорт").  Тренером первой детской команды был отец.  До 13 лет играл на позиции вратаря, затем по совету тренера перешел в защиту. Выступал за молодёжную команду клуба «Спорт» в юношеских лигах страны. Также до 15 лет серьёзно занимался футболом, но в итоге всё же сделал выбор в пользу хоккея. В сезоне 2010/11 сыграл 5 матчей во второй лиге страны за клуб. В сезоне 2011/12 также выступал за «Спорт», провёл 45 матчей в регулярном сезоне второй лиги, и 11 матчей — в плей-офф.
19 апреля 2012 Койвисто стал игроком хоккейного клуба высшей лиги КалПа. Будучи игроком команды, провёл 3 сезона в финской хоккейной лиге. Провёл 177 матчей, забросил 9 шайб и отдал 44 голевые передачи. В сезоне 2014/15 дебютировал в хоккейной Лиге Чемпионов.
В сезоне 2015/16 являлся игроком хоккейного клуба «Лукко». В матче Лиги чемпионов против швейцарского «Фрибура» получил травму плеча и выбыл из строя на четыре месяца. Всего в том сезоне Миика сыграл 24 матча, забросив 1 шайбу и отдав 8 голевых передач. Также сыграл 1 матч во второй лиге за команду КеуПа.
В сезоне 2016/17 выступал в составе новичка финской лиги — клуба «Юкурит». Был вице-капитаном команды. Всего в лиге провёл 56 матчей, отметившись 4 заброшенными шайбами и 33 отданными голевыми передачами. Участвовал в матче всех звёзд финской лиги, также стал обладателем приза лучшему защитнику лиги — «Пекка Раутакаллио Трофи».
Сезон 2017/18 провёл, выступая за клуб Кярпят, в составе которого стал чемпионом страны. Регулярный чемпионат завершил с 39 очками (10+29) при показателе полезности +26; в 15 матчах плей-офф забросил 3 шайбы и отдал 5 результативных передач.
Хорошая статистика хоккеиста заинтересовала клубы КХЛ, и в мае 2018 года Койвисто подписал годичный контракт с московским Динамо. Сезон 2018/19 сложился неоднозначно, полтора месяца находился вне игры из-за травмы. Всего в регулярном чемпионате принял участие в 52 играх, забросил 3 шайбы и отдал 15 передач; в плей-офф принял участие в 6 матчах с результатом 1+1.
Сезон 2019/20 начал в швейцарском Берне, однако игра складывалась неудачно - 2 очка в 15 играх (0+2 при показателе полезности -3). Контракт был расторгнул, и 4 ноября 2019 года Койвисто стал игроком шведского клуба Векшё Лейкерс. Свой первый сезон за клуб завершил с 16 очками в 36 играх (3+13). Во самом начале предсезонных игр в августе 2020 получил травму колена и надолго выбыл из строя, вернувшись лишь в конце ноября 2020. В мае 2021 в составе команды выиграл Чемпионат Швеции. 2 июня 2021 года продлил контракт с Векшё Лейкерс на 2 года. В сезоне 2021/22 провёл всего 27 игр (1+7, -3), с конца декабря 2021 не играл в связи с травмой. Вернулся на лёд только в середине сентября 2022. В мае 2023 в составе клуба стал двукратным чемпионом Швеции, после чего принял решение о возвращении в Финляндию и заключил соглашение с "Кярпятом" на 2 года с возможностью продления ещё на 1 год. Тем не менее, несмотря на относительно неплохую статистику игрока (41 игра, 3+21, +1) в конце января 2025 контракт был расторгнут"по соглашению сторон", после чего Миика вернулся в Швецию - на этот раз в Тимро. В 15 играх в регулярном чемпионате отдал 5 результативных передач, в плей-офф отдал 1 передачу, заброшенными шайбами не отметился. После завершения сезона (Тимро уступили в первом раунде Ферьестаду) покинул клуб. 
Карьера в сборной
За сборную Финляндии дебютировал в 2017 году, проведя 6 матчей на этапах Европейского хоккейного тура. В 2018 году выступал за основную национальную команду на Олимпийских играх в Пхёнчхане. 26 мая 2019 года в составе сборной выиграл Чемпионат Мира в Братиславе. В 2021 году в Риге в составе сборной стал серебряным призером Чемпионата мира.
Личная жизнь
В июле 2022 года женился на давней подруге Марианне Пенттинен (выступала в финском чемпионате по песапалло)